# Minignan
Minignan es un departamento de la región de Folon, Costa de Marfil. En mayo de 2014 tenía una población censada de 38 199 habitantes.
Se encuentra ubicado al noroeste del país, cerca de la frontera con Malí.